# Bralová skala
Bralová skala (825,6 m n.p.m.) – szczyt w południowej części pasma górskiego Żar na Słowacji.

## Położenie
Szczyt leży w głównym grzbiecie Żaru, rozdzielającym dorzecza Turca (na wschodzie) i Nitry (na zachodzie), w niewielkiej podgrupie Rovne. Wznosi się nad wsiami Sklené (na północnym wschodzie) i Ráztočno (na zachodzie). Przebiega przezeń granica powiatów Turčianske Teplice i Prievidza.

## Charakterystyka
Od strony wschodniej, tj. od strony wysoko wyniesionej Kunešovskéj hornatiny, szczyt wygląda bardzo niepozornie. Natomiast w widoku od strony zachodniej jawi się jako wysoka góra, dźwigająca się o 450 m ponad doliną Handlovki.
Jest rozpoznawalny dzięki wznoszącemu się na nim masztowi przekaźnika telewizyjnego. W widoku od strony zachodniej i południowej charakteryzuje go dodatkowo potężna turnia podszczytowa, która dała nazwę górze (słow. bralo = skała)

## Przekaźnik Bralová skala

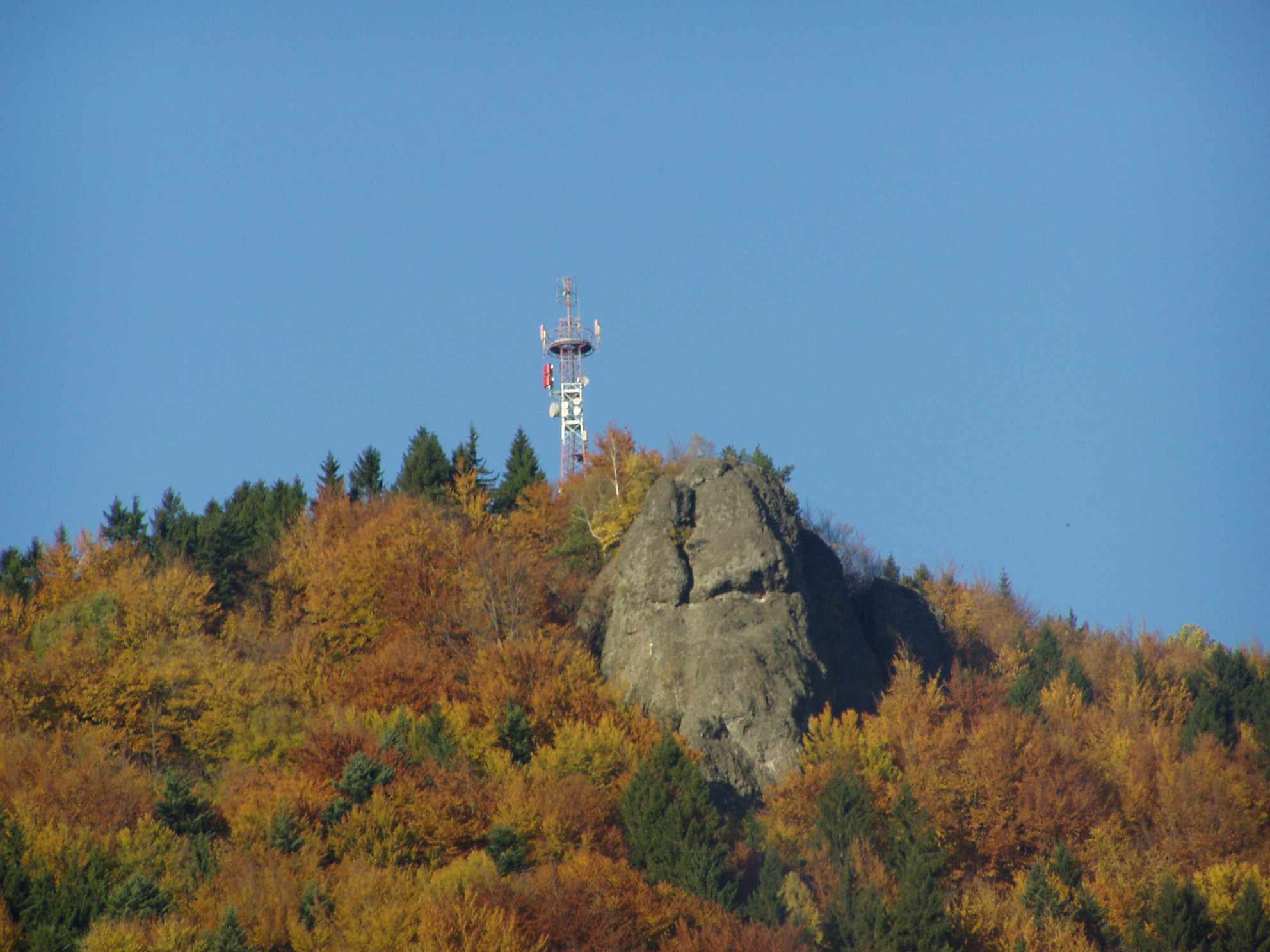
Przekaźnik na szczycie

Na szczycie znajduje się przekaźnik telewizyjny i GPS, który jest stworzony dla pokrycia Kotliny Handlovskiej i górnego Turca sygnałem DVB-T. Przekaźnik podaje cyfrowy sygnał telewizji publicznej z 35-metrowego masztu.

## Tunel
Pod masywem Bralovej Skały biegnie ponadtrzykilometrowej długości tunel kolejowy na linii Handlová - Horná Štubňa.

## Turystyka
Przez szczyt biegnie czerwono   znakowany, dalekobieżny szlak turystyczny (Cesta hrdinov SNP), tu na odcinku Kremnické Bane - Vyšehradské sedlo. Od strony zachodniej na wierzchołek wyprowadza dodatkowo szlak żółty   z Handlovej.
Wierzchołek oferuje widoki na kotliny: Handlovską i Turczańską oraz grupy górskie: Żar, Mała Fatra, Góry Kremnickie i Ptacznik.